# روزهای آرام در کلیشی (فیلم ۱۹۷۰)
روزهای آرام در کلیشی (دانمارکی: Stille dage i Clichy) فیلمی دانمارکی ساخته ینس یورگن تورسن است که در سال ۱۹۷۰ منتشر شد. فیلمنامه این فیلم از رمانی به همین نام نوشته هنری میلر اقتباس شده‌است.